# Ruta Estatal de California 74
La Ruta Estatal 74 es parte del  Pines to Palms Scenic Byway es una carretera escénica que empieza desde Palm Desert en el oeste de Condado de Riverside hacia San Juan Capistrano en el condado de Orange.
Al dejar Palm Desert cerca del Bighorn Country Club, el sitio de golf del "Battle at Bighorn," empieza a extenderse a, 20 millas (32 km) hacia Garner Valley cerca de la cima de las Montañas Santa Rosa.  Este pintoresco tramo también se le conoce como "Palms hacia Pines Highway". Incluso para aquellos que nunca han ido a California, la ruta es muy familiar. Es uno de los lugares más populares en el país para las cesiones fotográficas de automóviles y pruebas de carreteras.
Esta ruta es parte del Sistema de Autovías y Vías Expresas de California y es eligible para el Sistema Estatal de Carreteras Escénicas.

## Intersecciones principales
Nota: a excepción donde los prefijos son con letras, los postes de mileajes fueron medidos en 1964, basados en la alineación y extendimiento de esa fecha, y no necesariamente reflejan el actual mileaje.
| Condado                   | Ubicación           | Mileaje           | Destinos                                         | Notas                     |
| ------------------------- | ------------------- | ----------------- | ------------------------------------------------ | ------------------------- |
| Orange ORA 0.00-15.60     | San Juan Capistrano | 0.00              | I 5 (San Diego Freeway) – Los Ángeles, San Diego |                           |
| Orange ORA 0.00-15.60     | San Juan Capistrano | Antonio Parkway   |                                                  |                           |
| Riverside RIV 0.00-96.014 | Lake Elsinore       | 11.83             | Grand Avenue – Lakeland Village                  |                           |
| Riverside RIV 0.00-96.014 | Lake Elsinore       | 17.24             | I 15 (Corona Freeway) – Corona, San Diego        |                           |
| Riverside RIV 0.00-96.014 | Perris              | 27.53 215         | I 215 norte (Escondido Freeway) – Riverside      | Extremo oeste de la I-215 |
| Riverside RIV 0.00-96.014 | Perris              | 215 27.54         | I 215 sur (Escondido Freeway) – San Diego        | Extremo este de la I-215  |
| Riverside RIV 0.00-96.014 | Hemet               | 34.33             | SR 79 sur (Winchester Road)                      | Extremo oeste de la SR 79 |
| Riverside RIV 0.00-96.014 | Hemet               | 41.34             | SR 79 norte (San Jacinto Road)                   | Extremo este de la SR 79  |
| Riverside RIV 0.00-96.014 | Hemet               | Ramona Expressway |                                                  |                           |
| Riverside RIV 0.00-96.014 |                     | 59.25             | SR 243                                           |                           |
| Riverside RIV 0.00-96.014 |                     | 71.75             | SR 371                                           |                           |
| Riverside RIV 0.00-96.014 | Palm Desert         | 96.01             | SR 111                                           |                           |

## Monumentos
La Ruta 74 pasa sobre muchos parques y Bosques Nacionales a lo largo de su ruta. Algunos puntos de interés son:
- Bosque Nacional San Bernardino
- Valle Garner
- Bosque Nacional Cleveland
- Lake Elsinore State Recreation Park
- Soboba Indian Reservation
- Lake Hemet
- Santa Rosa Indian Reservation

## Otros nombres
La Ruta 74 tiene los siguientes nombres, designadas por varias leyes estatales:
- California Wildland Firefighters Memorial Highway: Desde Lake Elsinore hacia San Juan Capistrano.